# Aceite de albaricoque

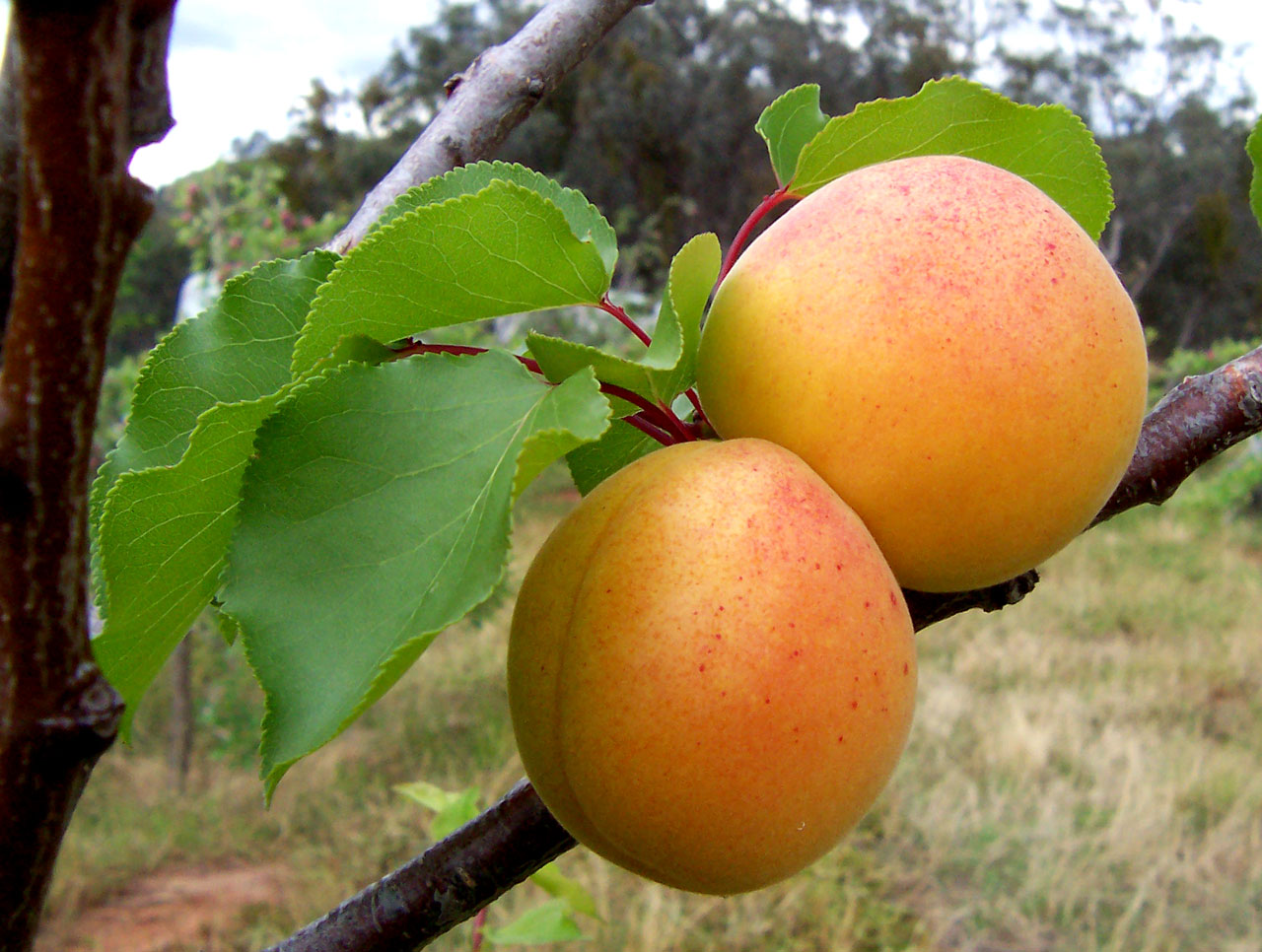
Albaricoque.

El aceite de albaricoque que se extrae del hueso de la especie Prunus armeniaca (albaricoque). La almendra tiene un contenido de aceite del 40-50%. El aceite es similar al aceite de almendra y al aceite de durazno, los cuales también son extraídos de los granos de la fruta correspondiente. El aceite de albaricoque es mucho más barato que el aceite de almendra, y se utiliza de manera similar en los cosméticos para suavizar la piel. A veces se añade (fraudulentamente) para adulterar el aceite de almendra verdadero y es utilizado en la fabricación de jabones, cremas frías y otras preparaciones de perfumería y el comercio. Específicamente, el aceite de albaricoque se puede utilizar  para mejorar la condición del cuero cabelludo.
La pasta de la semilla se utiliza también por separado para extraer un aceite esencial, que contiene amigdalina - un glucósido cristalino incoloro.
El aceite está compuesto principalmente de ácido oleico y ácido linoleico, los cuales son ácidos grasos insaturados. 